# サテマガ・ビー・アイ

サテマガ・ビー・アイ(サテマガBi)は、日本における出版社の一つ。衛星放送やケーブルテレビに関連する月刊誌「B-maga」、『ケーブル年鑑』などを発行し、関連分野の書籍を刊行している。現在の会社は、2002年2月に有限会社として設立され、2006年9月に株式会社に移行したものである。

## 前身：雑誌「サテライトマガジン」
サテマガ・ビー・アイの月刊誌「B-maga」は、2002年6月に、従来の誌名「サテライトマガジン」を改称したものであるが、同誌は1986年に遡る歴史があり、その間に発行社が交代してきた。1986年に季刊誌として株式会社ニューメディアが創刊した「サテライトマガジン」は、1991年に隔月刊化した後、1994年に株式会社サテライトマガジン社が独立して月刊化を果たした。その後、2000年9月にサテライトマガジン社は、株式会社番組情報データベースセンターへ社名変更したが、翌2001年12月には番組情報データベースセンターが清算となってしまう。この際「サテライトマガジン」も、同じく同社がニューメディア以来制作していた『ケーブル年鑑』も、いったん廃刊となった。

## 主な出版物
サテマガ・ビー・アイは、サテライトマガジン社〜番組情報データベースセンターが刊行していた出版物の継承を目的に設立された会社であり、会社設立後に出版権を確保し、「サテライトマガジン」の後継誌である月刊「B-maga」および『ケーブル年鑑』の刊行を継続している。
書籍では『衛星通信ガイドブック』を毎年刊行し、さらに月刊誌とも連動した衛星放送、 ケーブルテレビ関係の本を「サテマガB00KS」として出版している。また、それ以外の分野の本は「ケセラBOOKS」の名で出版している。